# Bandera de San José (Uruguai)
La bandera de San José és, al costat de l'escut d'armes, un dels símbols oficials del departament de San José, una subdivisió administrativa de la República Oriental de l'Uruguai. Consta de dues meitats horitzontals: la superior vermella i la inferior blava. Entremig de les franges apareix el Sol de Maig envoltat de 40 estrelles blanques.
La bandera va ser creada per l'artista Claudio Trinajtich, guanyador d'un concurs sorgit de la iniciativa de l'edil Oscar Sánchez Fabre. Va ser oficialitzada el 20 de setembre de 1999, segons la Resolució 2.803/99 de la Junta Departamental de San José.
Els colors corresponen als de la bandera d'Artigas, també present en l'escut departamental. El blau simbolitza la República, mentre que el vermell representa la sang vessada en defensa de la llibertat. El Sol de Maig és "el que dona vida" (vegeu bandera de l'Uruguai). Les quaranta estrelles representen les 40 famílies provinents de la Maragatería (Espanya), fundadores de la capital departamental. El format de la bandera és 2:3, i es troba en tots els edificis governamentals del departament.